# So today...
「So today...」は、FTISLANDの6枚目のシングルである。

## 収録曲
1. So today...(4:04)
作詞：ジェジン・中村彼方／作曲：corin.／編曲：JIN・corin.
日本テレビ系「ハッピーMusic」オープニングテーマ
2. Boom Bom Boom(3:38)
作詞：ジェジン・近藤ひさし／作曲：ジョンフン・近藤ひさし／編曲：FTIsland・オダクラユウ
3. I change for you(3:35)
作詞：ジェジン・近藤ひさし／作曲：すみだしんや／編曲：Ryo Eguchi
4. So today...（Instrumental）(4:05)